# Alfred Jacob
Alfred Jacob, nemški general, * 1. april 1883, † 13. november 1963.